# Weyhill
Weyhill är en by i Hampshire i England. Byn är belägen 23,8 km 
från Winchester. Orten har 631 invånare (2015).